# Svilaj
Svilaj falu Horvátországban, Bród-Szávamente megyében. Közigazgatásilag Oprisavcihoz tartozik.

## Fekvése
Bród központjától légvonalban 22, közúton 30 km-re keletre, községközpontjától  6 km-re délkeletre, Szlavónia középső részén, a Szávamenti-síkságon, a Száva bal partján, Oprisavci és Prnjavor között fekszik. Itt végződik az A5-ös (E73) Pélmonostor-Eszék-Svilaj autópálya, mely a Száván átívelő híd megépítése után átvezet majd Észak-Boszniába.

## Története
A település középkori létére írásos bizonyíték nincs. 1698-ban „Szvillai” néven hajdútelepülésként, 10 portával szerepel a török uralom alól felszabadított szlavóniai települések kamarai összeírásában. Ez egyben a település első írásos említése is. A település fejlődéséhez hozzájárult, hogy az új török határ közelében feküdt. A katonai közigazgatás megszervezése után lakossága a bródi határőrezredhez tartozott. A határt őrhelyekről és a čardaknak nevezett őrtornyokból ellenőrizték. A čardakok távolsága átlagosan 4,5 kilométer, az őrhelyeké 1,5 kilométer volt.
Az egyházi vizitáció jelentése szerint 1730-ban 35 katolikus ház állt a településen. 1746-ban új templomot építettek, mert a régit nem lehetett bővíteni. Ekkor 34 ház állt itt 200 lakossal. 1760-ban a faluban 36 katolikus ház állt, melyekben 38 család élt 212 katolikus lakossal.
Az első katonai felmérés térképén „Svilay” néven található. Néhány évvel korábban lakói áttelepültek a Száva mellől a mai, az árvizektől jobban védhető helyre, ahol a katonai hatóságok nyolc láb magasságú védőtöltést építettek. Itt 1775-ben új templomot építettek. Az 1781-es kataszteri leírás szerint a Száva partján álló őrtoronytól a falunak csak néhány házát lehet megkülönböztetni a töltés és a magas fák miatt. A falu melletti vizenyős területen, mely nyáron néha teljesen kiszárad két fahíd vezet át. A régi templom a falu kívül, a Száva mellett áll ott, ahol a falu régen feküdt. Lipszky János 1808-ban Budán kiadott repertóriumában „Szvilaj” néven szerepel. Nagy Lajos 1829-ben kiadott művében „Szvilaj” néven 52 házzal, 298 katolikus vallású lakossal találjuk. A katonai közigazgatás megszüntetése után 1871-ben Pozsega vármegyéhez csatolták.
A településnek 1857-ben 281, 1910-ben 366 lakosa volt. Pozsega vármegye Bródi járásának része volt. Az 1910-es népszámlálás adatai szerint lakosságának 94%-a horvát, 2%-a szerb, 1-1%-a német és magyar anyanyelvű volt. Az első világháború után 1918-ban az új szerb-horvát-szlovén állam, majd később (1929-ben) Jugoszlávia része lett. 1991-től a független Horvátországhoz tartozik. 1991-ben lakosságának 96%-a horvát nemzetiségű volt. 2011-ben a településnek 285 lakosa volt.

## Lakossága

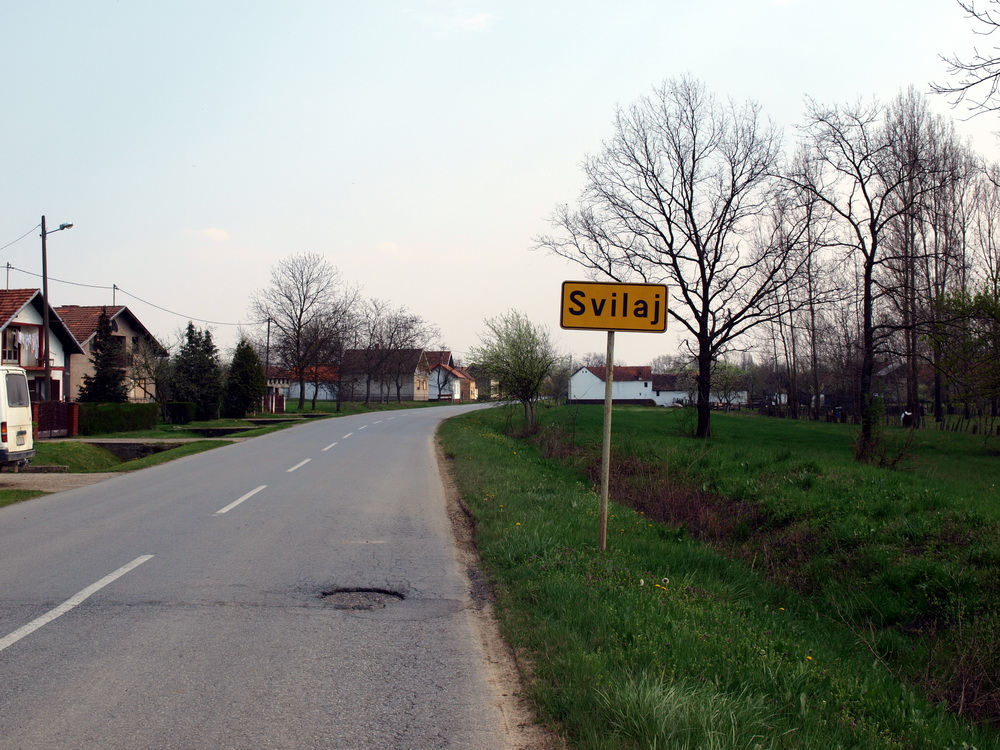
A falu bejárata

| Lakosság változása | Lakosság változása | Lakosság változása | Lakosság változása | Lakosság változása | Lakosság változása | Lakosság változása | Lakosság változása | Lakosság változása | Lakosság változása | Lakosság változása | Lakosság változása | Lakosság változása | Lakosság változása | Lakosság változása | Lakosság változása |
| ------------------ | ------------------ | ------------------ | ------------------ | ------------------ | ------------------ | ------------------ | ------------------ | ------------------ | ------------------ | ------------------ | ------------------ | ------------------ | ------------------ | ------------------ | ------------------ |
| 1857               | 1869               | 1880               | 1890               | 1900               | 1910               | 1921               | 1931               | 1948               | 1953               | 1961               | 1971               | 1981               | 1991               | 2001               | 2011               |
| 281                | 333                | 339                | 342                | 381                | 366                | 332                | 346                | 351                | 347                | 348                | 362                | 332                | 345                | 290                | 285                |

## Nevezetességei
Szűz Mária szent neve tiszteletére szentelt római katolikus plébániatemplomát 1775-ben építették későbarokk-klasszicista stílusban kívül sokszögletes, belül félköríves apszissal, a homlokzat feletti harangtoronnyal. A szentélyt csehsüveg boltozat, az apszist félkupola, a hajót pedig dongaboltozat fedi. Az ablakok íves záródásúak, csak a bejárat négyszögletes. A lizénákkal tagolt homlokzaton körablak, két kartus és két fülke látható. A harangtornyot laternás, hagymakupolás toronysisak fedi. A főoltárt Tirolból hozatták, míg a mellékoltárok klasszicista stílusúak. A plébániához Sredanci, Stružani, Prnjavor, Novi Grad, Zoljani és Svilaj települések tartoznak.

## Oktatás
A településen az oprisavci Stjepan Radić elemi iskola alsó tagozatos területi iskolája működik.

## Sport
- Az NK Sava Svilaj labdarúgóklubot 1929-ben alapították. A csapat a megyei 3. ligában szerepel.
- Smuđ sporthorgász egyesület.
- Posavina vadásztársaság.